# Totogalpa
Totogalpa è un comune del Nicaragua facente parte del dipartimento di Madriz.